# Dactylopsila
Dactylopsila Gray, 1858 è un genere di marsupiali arboricoli della famiglia dei Petauridi.

## Descrizione
Le specie di Dactylonax hanno una lunghezza testa-tronco di 170-320 mm e una coda di 165-400 mm. In D. trivirgata il peso è di 246-470 g. Il manto è folto, fitto, lanoso, e piuttosto ruvido. Tutte le specie presentano tre strisce scure parallele sul dorso: la loro colorazione nera spicca nettamente su quella bianca o grigia del dorso. In D. trivirgata e D. megalura è presente una macchia nera sul mento. La coda cespugliosa è molto folta, a eccezione della superficie ventrale della sua estremità, ed è per lo più di colore scuro, mentre la punta è generalmente biancastra. Le femmine hanno due mammelle e un marsupio ben sviluppato.
Le tre specie del genere sono caratterizzate dalle grosse dimensioni del primo dente incisivo e, soprattutto, dalla strana forma del quarto dito delle zampe anteriori, sottile, allungato e munito di un'unghia uncinata.

## Distribuzione e habitat
Delle tre specie, quella che occupa l'areale più vasto è D. trivirgata, presente in Nuova Guinea e in alcune isole vicine, nonché nel Queensland nord-orientale. D. megalura vive nelle zone centrali e occidentali della Nuova Guinea, mentre il raro D. tatei è presente unicamente sull'isola
di Fergusson, al largo delle coste sud-orientali della Papua Nuova Guinea.

## Biologia

### Comportamento
Gli opossum striati vivono nelle foreste pluviali o nelle foreste di sclerofille e conducono vita notturna e arboricola. Sono superbi arrampicatori che scendono sul terreno solo raramente. Trascorrono il giorno in nidi fatti di foglie secche nelle cavità degli alberi, in cui dormono acciambellati a palla o appiattiti, e non racchiusi su sé stessi in posizione seduta come la maggior parte degli opossum. L'odore estremamente sgradevole e penetrante degli opossum striati è di origine ghiandolare, ma non può essere spruzzato alla stessa maniera di quello delle moffette. Tuttavia, l'odore, assieme ai disegni bianchi e neri, costituisce uno straordinario caso di convergenza con le moffette nordamericane. Quando sono irritati, questi marsupiali emettono un forte e prolungato strillo gutturale che risuona come un gorgoglio.

### Alimentazione
Quando la notte emergono dal proprio riparo, gli opossum striati prima si lavano in maniera elaborata e poi si spingono in cerca di cibo muovendosi con grandi passi delle lunghe zampe, tanto che sembrano procedere di ramo in ramo scorrendo, invece che saltando. Gli opossum striati annusano rumorosamente l'aria circostante, probabilmente per localizzare le fonti di cibo, e utilizzano il loro lungo dito per arpionare le larve dalle cavità strette e profonde in cui vivono. Inoltre picchiettano rapidamente con le zampe anteriori sulla corteccia degli alberi, presumibilmente allo scopo di disturbare gli insetti che vi si riparano sotto. In natura la loro dieta consiste soprattutto di insetti, ma comprende anche frutta e foglie. All'occorrenza gli esemplari in cattività attaccano e divorano i topi. D. trivirgata si nutre soprattutto di formiche e di altri insetti sociali, che cattura frantumandone i nidi con gli incisivi.

### Riproduzione
Talvolta più esemplari di D. trivirgata si incontrano in piccoli gruppi di sole femmine. Femmine con un unico piccolo sono state rinvenute in Nuova Guinea in quasi ogni periodo dell'anno. In Australia, invece, D. trivirgata si accoppia tra febbraio e agosto e le femmine possono partorire uno o due piccoli. Un esemplare appartenente a questa specie visse in cattività per 9 anni e 7 mesi.

## Conservazione
Sia D. tatei che D. megalura occupano areali ristretti e vulnerabili alle interferenze umane. Sulla Lista Rossa della IUCN il primo viene classificato tra le specie «in pericolo» (Endangered). Per lungo tempo è stato noto unicamente a partire da nove esemplari catturati nel 1935 e nessun esemplare fu mai rinvenuto nel corso di una serie di spedizioni effettuate tra gli anni '50 e '80, ma un altro esemplare venne nuovamente catturato nel 1992.

## Tassonomia
Il genere Dactylopsila comprende tre specie:
- Dactylopsila megalura Rothschild e Dollman, 1932 - opossum striato dalla coda grande;
- Dactylopsila tatei Laurie, 1952 - opossum striato di Tate;
- Dactylopsila trivirgata Gray, 1858 - opossum striato grande.

Fino a poco tempo fa in questo genere veniva inserito anche l'opossum striato piccolo, attualmente classificato nel genere monotipico Dactylonax.